# Luís Alves
Luís Alves (Lisboa, 11 de Maio de 1978) é um cineasta português, autor das premiadas curtas-metragens A Cova e Branco.